# Dreibirrefels de Lemberg
Le Dreibirrefels ou Rocher des Trois Figures est un rocher de la forêt communale de Lemberg, dans le département français de la Moselle.

## Histoire
À l'époque gallo-romaine, les habitants du pays de Lemberg ont trouvé un terrain d'élection dans les forêts locales, où abondent les affleurements de grès, pour exprimer leurs croyances religieuses. À deux kilomètres au nord du village se situent les rochers du Dreibirrethal dont le plus important est le Drebirrefels, un long rocher émergeant d'un talus escarpé. Sculptés en bas-relief au fond d'une double niche, on reconnaît deux personnages aux vêtements longs. Celui de gauche est une femme vêtue portant un diadème, qui pourrait être Nantosvelta, la déesse des forêts et à ses côtés, le second personnage paraît être un homme, un dieu gaulois. À droite, une bacchante est figurée en taille réduite, le reste du rocher portant gravés des caractères semblables à l'alphabet runique. Sur ce relief rude non poli ont été relevés des signes datant du Ve siècle.